# Aspicolpus clipealis
Aspicolpus clipealis är en stekelart som först beskrevs av Vladimir Ivanovich Tobias 1967.  Aspicolpus clipealis ingår i släktet Aspicolpus och familjen bracksteklar. Inga underarter finns listade.